# Édouard-Christophe Pynaert
Édouard-Christophe Pynaert, född den 29 maj 1835 i Gent, död där den 28 oktober 1900, var en belgisk pomolog. 
Pynaert utgav åtskilliga värdefulla arbeten rörande pomologi och fruktodling, varibland Les serres-vergers (1861, flera upplagor). 
Auktorsnamnet Pynaert kan användas för Édouard-Christophe Pynaert i samband med ett vetenskapligt namn inom botaniken; se Wikipediaartiklar som länkar till auktorsnamnet.